# Suzaan van Biljon
Suzaan van Biljon (ur. 26 kwietnia 1988) – południowoafrykańska pływaczka, mistrzyni świata na krótkim basenie z Manchesteru w wyścigu na 200 m stylem klasycznym.

## Sukcesy

### Mistrzostwa świata (basen 25 m)
- 2008 Manchester -  (200 m klasycznym)
- 2008 Manchester -  (100 m klasycznym)